# Gloeosporium orbiculare
Espèce
Gloeosporium orbiculare (syn. Colletotrichum orbiculare) est une espèce de champignons ascomycètes de la famille des Dermateaceae.
C'est un champignon phytopathogène, responsable de l'anthracnose des Curcubitacées, ou nuile rouge.
La forme téléomorphe (sexuée) est Glomerella lagenaria.

## Taxinomie

### Synonymes
Selon Catalogue of Life (17 août 2015) :
- Colletotrichum lagenaria (Pass.) Ellis & Halst. 1893
- Colletotrichum oligochaetum Cavara 1889
- Colletotrichum orbiculare (Berk.) Arx 1957
- Cytospora orbicularis Berk. 1838
- Fusarium lagenaria Pass. 1871
- Gloeosporium lagenaria (Pass.) Sacc. & Roum. 1880
- Glomerella cingulata var. orbiculare S.F. Jenkins & Winstead 1962
- Glomerella lagenaria (Pass.) F. Stevens 1931 (téléomorphe)
- Myxosporium orbiculare (Berk.) Berk. 1860
- Sirogloea orbicularis (Berk.) Arx 1957

### Liste des non-classés
Selon NCBI (17 août 2015) :
- non-classé Colletotrichum orbiculare MAFF 240422